# میگل سانچس-میگایون
میگل سانچس-میگایون (اسپانیایی: Miguel Sánchez-Migallón‎؛ زادهٔ ۸ فوریهٔ ۱۹۹۵) بازیکن هندبال اهل اسپانیا است.